# Micky Ward
George Michael „Micky” Ward, Jr. (n. 4 octombrie 1965, Lowell, Massachusetts, SUA), poreclit uneori Irish Micky Ward, este un fost boxer profesionist american, fost campion WBU. Este cunoscut mai ales datorită celor trei lupte cu Arturo Gatti. În anul 2010 a fost lansat un film biografic inspirat de cariera sa, The Fighter, în care rolul său a fost interpretat de Mark Wahlberg. Micky este fratele vitreg mai mic al lui Dicky Eklund, alt fost boxer profesionist.

## Rezultate în boxul profesionist
| 38 de vitorii (27 prin knockout, 11 la puncte), 13 înfrângeri (12 la puncte), 0 remize |                  |                         |                    |               |            |                                                           |                                                             |
| Rez.                                                                                   | Rezultat general | Oponent                 | Tip                | Rd., Timp     | Data       | Locația                                                   | Note                                                        |
| Înfrângere                                                                             | 38–13            | Arturo Gatti            | Decizie unanimă    | 10 (10)       | 2003-06-07 | Boardwalk Hall, Atlantic City, New Jersey                 | 2003 Ring Magazine Fight of the Year.                       |
| Înfrângere                                                                             | 38–12            | Arturo Gatti            | Decizie unanimă    | 10 (10)       | 2002-11-23 | Boardwalk Hall, Atlantic City, New Jersey                 |                                                             |
| Victorie                                                                               | 38–11            | Arturo Gatti            | Decizie majoritară | 10 (10)       | 2002-05-18 | Mohegan Sun Casino, Uncasville, Connecticut               | 2002 Ring Magazine Fight of the Year.                       |
| Înfrângere                                                                             | 37–11            | Jesse James Leija       | Decizie tehnică    | 5 (10)        | 2002-01-05 | Freeman Coliseum, San Antonio, Texas                      | Luptă oprită                                                |
| Victorie                                                                               | 37–10            | Emanuel Augustus        | Decizie unanimă    | 10 (10)       | 2001-07-13 | Hampton Beach Casino, Hampton Beach, New Hampshire        | 2001 Ring Magazine Fight of the Year.                       |
| Victorie                                                                               | 36–10            | Steve Quinonez          | KO                 | 1 (10), 3:03  | 2001-05-18 | Foxwoods Resort, Mashantucket, Connecticut                |                                                             |
| Înfrângere                                                                             | 35–10            | Antonio Díaz            | Decizie unanimă    | 10 (10)       | 2000-08-19 | Foxwoods Resort, Mashantucket, Connecticut                |                                                             |
| Victorie                                                                               | 35–9             | Shea Neary              | TKO                | 8 (12), 2:55  | 2000-03-11 | Olympia, Kensington, London                               | A câștigat titlul WBU Light Welterweight                    |
| Victorie                                                                               | 34–9             | Reggie Green            | TKO                | 10 (10), 2:40 | 1999-10-01 | Icenter, Salem, New Hampshire                             |                                                             |
| Victorie                                                                               | 33–9             | Jermal Corbin           | TKO                | 5 (10)        | 1999-07-16 | Hampton Beach Casino, Hampton Beach, New Hampshire        |                                                             |
| Victorie                                                                               | 32–9             | Jose Luis Mendez        | TKO                | 3 (?)         | 1999-03-17 | Boston, Massachusetts                                     |                                                             |
| Înfrângere                                                                             | 31–9             | Zab Judah               | Decizie unanimă    | 12 (12)       | 1998-06-07 | Miccosukee Indian Gaming Resort, Miami, Florida           | Pentru titlul interimar USBA Light Welterweight             |
| Victorie                                                                               | 31–8             | Mark Fernandez          | KO                 | 3 (8), 1:57   | 1998-04-14 | Foxwoods Resort, Mashantucket, Connecticut                |                                                             |
| Înfrângere                                                                             | 30–8             | Vince Phillips          | TKO                | 3 (12), 2:49  | 1997-08-09 | The Roxy, Boston, Massachusetts                           | Pentru titlul IBF Light Welterweight                        |
| Victorie                                                                               | 30–7             | Alfonso Sanchez         | KO                 | 7 (10), 1:53  | 1997-04-12 | Thomas & Mack Center, Las Vegas, Nevada                   |                                                             |
| Victorie                                                                               | 29–7             | Manny Castillo          | Decizie            | 10 (10)       | 1996-12-06 | Lawlor Events Center, Reno, Nevada                        |                                                             |
| Victorie                                                                               | 28–7             | Louis Veader            | Decizie unanimă    | 12 (12)       | 1996-07-28 | Foxwoods Resort, Mashantucket, Connecticut                | Și-a păstrat titlul WBU Intercontinental Light Welterweight |
| Victorie                                                                               | 27–7             | Louis Veader            | TKO                | 9 (12), 1:28  | 1996-04-13 | Fleet Center, Boston, Massachusetts                       | A câștigat titlul WBU Intercontinental Light Welterweight   |
| Victorie                                                                               | 26–7             | Alex Ortiz              | TKO                | 1 (6)         | 1996-03-15 | Wonderland Ballroom, Revere, Massachusetts                |                                                             |
| Victorie                                                                               | 25–7             | Alberto Alicea          | TKO                | 3 (8)         | 1996-01-26 | Wonderland Ballroom, Revere, Massachusetts                |                                                             |
| Victorie                                                                               | 24–7             | Edgardo Rosario         | TKO                | 1 (4)         | 1995-12-30 | Wonderland Greyhound Park, Revere, Massachusetts          |                                                             |
| Victorie                                                                               | 23–7             | Genaro Andujar          | KO                 | 3 (10)        | 1994-09-10 | Lowell Auditorium, Lowell, Massachusetts                  |                                                             |
| Victorie                                                                               | 22–7             | Luis Castillo           | TKO                | 5 (10)        | 1994-06-17 | Sheraton Inn, Lowell, Massachusetts                       |                                                             |
| Înfrângere                                                                             | 21–7             | Ricky Meyers            | Decizie unanimă    | 10 (10)       | 1991-10-15 | Harrah's Trump Plaza Hotel, Atlantic City, New Jersey     |                                                             |
| Înfrângere                                                                             | 21–6             | Tony Martin             | Decizie unanimă    | 10 (10)       | 1991-05-02 | Trump Taj Mahal, Atlantic City, New Jersey                |                                                             |
| Înfrângere                                                                             | 21–5             | Charles Murray          | Decizie unanimă    | 12 (12)       | 1990-10-18 | Rochester War Memorial, Rochester, NY                     | Pentru titlul USBA Light Welterweight                       |
| Înfrângere                                                                             | 21–4             | Harold Brazier          | Decizie unanimă    | 12 (12)       | 1990-04-26 | Resorts International, Atlantic City, New Jersey          | Pentru titlul IBF Inter-Continental Welterweight            |
| Victorie                                                                               | 21–3             | David Rivello           | Decizie            | 10 (10)       | 1990-02-03 | Hynes Convention Center, Boston, Massachusetts            |                                                             |
| Victorie                                                                               | 20–3             | Clarence Coleman        | TKO                | 5 (10)        | 1989-05-23 | Showboat Hotel & Casino, Atlantic City, New Jersey        |                                                             |
| Înfrângere                                                                             | 19–3             | Frankie Warren          | Decizie unanimă    | 12 (12)       | 1989-01-15 | Caesar's Hotel & Casino, Atlantic City, New Jersey        | Pentru titlul USBA Light Welterweight                       |
| Victorie                                                                               | 19–2             | Francisco Tomas da Cruz | TKO                | 3 (10)        | 1988-12-13 | Resorts International, Atlantic City, New Jersey          |                                                             |
| Înfrângere                                                                             | 18–2             | Mike Mungin             | Decizie unanimă    | 10 (10)       | 1988-09-09 | Resorts International, Atlantic City, New Jersey          |                                                             |
| Victorie                                                                               | 18–1             | Marvin Garris           | TKO                | 2 (?)         | 1988-07-09 | Sands Casino Hotel, Atlantic City, New Jersey             |                                                             |
| Victorie                                                                               | 17–1             | David Silva             | Decizie unanimă    | 10 (10)       | 1988-05-19 | Resorts International, Atlantic City, New Jersey          |                                                             |
| Victorie                                                                               | 16–1             | Joey Olivera            | Decizie unanimă    | 10 (10)       | 1988-02-19 | Bally's Las Vegas, Las Vegas, Nevada                      |                                                             |
| Victorie                                                                               | 15–1             | Joey Ferrell            | TKO                | 1 (10)        | 1988-01-15 | Resorts International, Atlantic City, New Jersey          |                                                             |
| Înfrângere                                                                             | 14–1             | Edwin Curet             | SD                 | 10 (10)       | 1987-09-25 | Resorts Hotel & Casino, Atlantic City, New Jersey         |                                                             |
| Victorie                                                                               | 14–0             | Derrick McGuire         | TKO                | 4 (8)         | 1987-08-25 | Ballys Park Place Hotel Casino, Atlantic City, New Jersey |                                                             |
| Victorie                                                                               | 13–0             | Kelly Koble             | TKO                | 4 (8)         | 1987-04-06 | Caesars Palace, Las Vegas, Nevada                         |                                                             |
| Victorie                                                                               | 12–0             | Hilario Mercedes        | SD                 | 8 (8)         | 1987-02-24 | Resorts International, Atlantic City, New Jersey          |                                                             |
| Victorie                                                                               | 11–0             | Carlos Brandi           | KO                 | 2 (10)        | 1986-10-24 | Lowell Auditorium, Lowell, Massachusetts                  |                                                             |
| Victorie                                                                               | 10–0             | John Rafuse             | Decizie unanimă    | 8 (8)         | 1986-08-29 | Lowell Auditorium, Lowell, Massachusetts                  |                                                             |
| Victorie                                                                               | 9–0              | Rafael Terrero          | TKO                | 2 (6)         | 1986-07-04 | Resorts International, Atlantic City, New Jersey          |                                                             |
| Victorie                                                                               | 8–0              | Ken Willis              | PTS                | 6 (6)         | 1986-06-15 | Atlantic City, New Jersey                                 |                                                             |
| Victorie                                                                               | 7–0              | Luis Pizzarro           | TKO                | 3 (6)         | 1986-05-30 | Trump Casino Hotel, Atlantic City, New Jersey             |                                                             |
| Victorie                                                                               | 6–0              | Darrell Curtis          | TKO                | 5 (?)         | 1986-04-18 | Trump Casino Hotel, Atlantic City, New Jersey             |                                                             |
| Victorie                                                                               | 5–0              | Jesus Carlos Velez      | KO                 | 6 (6)         | 1986-02-21 | Trump Casino Hotel, Atlantic City, New Jersey             |                                                             |
| Victorie                                                                               | 4–0              | Mike Peoples            | Decizie unanimă    | 4 (4)         | 1986-01-24 | Resorts International, Atlantic City, New Jersey          |                                                             |
| Victorie                                                                               | 3–0              | Chris Bajor             | TKO                | 3 (4)         | 1986-01-10 | Resorts International, Atlantic City, New Jersey          |                                                             |
| Victorie                                                                               | 2–0              | Greg Young              | TKO                | 4 (4)         | 1985-08-27 | Memorial Auditorium, Lowell, Massachusetts                |                                                             |
| Victorie                                                                               | 1–0              | David Morin             | TKO                | 1 (4)         | 1985-06-13 | Roll-On-America Skating Rink, Lawrence, Massachusetts     | Debutul profesional                                         |